# 旺莫利萬
旺莫利万（羅馬化：Vann Molyvann，1926年11月23日—2017年9月28日），柬埔寨建筑学家。他被誉为柬埔寨“建筑师之父”。
出生在贡布省云壤（今属西哈努克省）。他最初在法国留学时候学习法律，后来转为学习建筑学。1956年，作为第一位具有完全资格的柬埔寨建筑师，他被诺罗敦·西哈努克迅速任命为公共工程部门负责人及国家建筑师。
在人民社会同盟时期（1955年至1970年），根据西哈努克亲王的发展政策，全国开始兴建大量基础设施。这段时期被誉为柬埔寨建筑史上的“黄金时期”，其风格被称为“新高棉建筑”，最著名的代表性建筑师无疑是旺莫利万。旺莫利万参与了很多建筑的设计，包括柬埔寨奥林匹克运动场、旧首相府、参议院大楼、四壁湾剧院、独立碑、金边王家大学国际语言学院(IFL)等。他也是人民社会同盟时期在任时间最长的教育部长。
1970年朗诺政变后，旺莫利万一家定居瑞士，直到1991年回到柬埔寨。2013年，荣获日经亚洲奖。
2017年9月28日，他于暹粒的家中去世，享年90岁。